# یواس‌اس موهیکان (۱۸۵۹)
یواس‌اس موهیکان (۱۸۵۹) (به انگلیسی: USS Mohican (1859)) یک کشتی بود که طول آن ۱۹۸ فوت ۹ اینچ (۶۰٫۵۸ متر) بود. این کشتی در سال ۱۸۵۹ ساخته شد.